# Витебский государственный технологический университет
Ви́тебский госуда́рственный технологи́ческий университе́т (бел. Віцебскі дзяржаўны тэхналагічны ўніверсітэт) — высшее учебное заведение в Витебске.
В состав университета входят 6 факультетов. При учебном заведении функционируют учебно-производственные лаборатории, Научно-технологический парк, спортивно-оздоровительный комплекс. Студенческий городок компактно располагается на центральном проспекте Витебска и включает 5 учебных корпусов, 2 общежития, столовую, спортивный стадион.
Научно-педагогические кадры университета составляют 195 человек, в том числе 12 докторов наук, профессоров, 85 кандидатов наук, доцентов.

## История
В 1960-е годы в Белорусской ССР широко развивалась лёгкая промышленность. После Великой Отечественной войны были восстановлены и построены новые предприятия швейной, трикотажной, обувной и других отраслей промышленности. В республике возникла потребность в кадрах для лёгкой промышленности.
Совет Министров БССР 14 августа 1959 года утвердил проектное задание на строительство в г. Витебске технологического института лёгкой промышленности.
Витебский технологический институт лёгкой промышленности (ВТИЛП) был открыт 25 июня 1965 года по Постановлению Совета Министров Белорусской ССР за № 305 от 24 июня 1965 года.
Строительство осуществлялось 38-м строительным управлением стройтреста № 9. Бригада, строившая институт, была награждена орденом Ленина.
25 июня 1965 года первым ректором института был назначен кандидат химических наук, доцент Степан Евдокимович Савицкий (1923—1996), работавший до этого заведующим кафедрой химии в Белорусском институте народного хозяйства.
Сдача в эксплуатацию учебного корпуса, первого общежития, наружных коммуникаций и подсобных помещений состоялась 1 сентября 1965 года.
Первый набор студентов осуществлялся по пяти специальностям на шести кафедрах института. 15 августа 1965 года основана кафедра марксизма-ленинизма (позже называлась кафедрой философии). Постепенно увеличивался план приёма студентов, создавались новые кафедры, кабинеты, лаборатории, открывались новые специальности, пополнялась материально-техническая база.
В 1969 году открыто подготовительное отделение. С 1980 года издаётся сборник научных трудов. В 1986/1987 учебном году насчитывалось 4,1 тысяч студентов, 242 преподавателей, 5 профессоров и докторов наук, 107 кандидатов наук и доцентов. В 1988 году ректором стал доктор технических наук, профессор Александр Сергеевич Ключников, прежде заведовавший кафедрой автоматизации технологических процессов и производств. С 1989 года ВГТУ осуществляет подготовку кадров высшей квалификации в аспирантуре. С 1990 по 1995 год факультет довузовской и общеинженерной подготовки возглавлял Коваленко Вильям Сергеевич.
В вузе проводится ежегодная научная конференция студентов и преподавателей. На 27-й конференции в 1994 году заслушано около пятисот докладов.
В феврале 1995 года институт прошёл аккредитацию на статус высшего учебного заведения университетского типа по критериям, утверждённым Министерством образования Республики Беларусь, и 20 апреля 1995 года преобразован в Витебский государственный технологический университет (ВГТУ).
С 1993 по 2016 год университет возглавлял Башметов Валерий Степанович, доктор технических наук, профессор, заслуженный работник образования Республики Беларусь. До 2021 года работал факультет довузовской подготовки и профориентации.
14 июня 2016 года на должность ректора университета назначен доктор технических наук, профессор Андрей Александрович Кузнецов. По состоянию на 1 октября 2017 года в ВГТУ работали 244 работников профессорско-преподавательского состава, в том числе 15 докторов наук, 14 профессоров, 102 кандидата наук и 99 доцентов.

## Факультеты

### Факультет экономики и бизнес-управления
Факультет экономики и бизнес-управления до 1997 года назывался экономико-технологический. На факультете обучаются более 340 студентов. Всего на факультете 50 преподавателей, из них 24 имеют ученые степени и звания, в том числе 3 — доктора экономических наук.
Декан факультета — Елена Николаевна Коробова, кандидат экономических наук, доцент.
В состав факультета входят три кафедры:
1. «Экономика и электронный бизнес».
2. «Маркетинг и финансы».
3. «Математика и информационных технологий».

Специальности:
- «Маркетинг (Маркетинг в электронной коммерции)» (Маркетолог. Экономист/Бакалавр).
- «Финансы и кредит» (Экономист/Бакалавр).
- «Экономика и управление» (Экономист. Менеджер/Бакалавр).
- «Электронная экономика (Электронный бизнес)» (Программист. Экономист/Бакалавр).

Срок обучения — 4 года.

### Факультет дизайна
Факультет дизайна начал функционировать в 1971 году как инженерно-технологический. В 1978 году факультет преобразован в экономико-технологический; в 1997 году — в художественно-технологический, в 2017 году — в факультет дизайна. Является единственным в Республике, осуществляющим подготовку специалистов для текстильной промышленности. На факультете работает 52 преподавателя. Среди преподавателей творческих дисциплин насчитывается 18 членов Белорусского союза дизайнеров и 8 членов Белорусского союза художников.
Декан факультета — Акиндинова Наталья Станиславовна.
В состав факультета входят три кафедры:
1. «Дизайн и мода».
2. «Иностранные языки».
3. «Физическая культура и спорт»[14].

Специальности бакалавриата с присвоением квалификации «Дизайнер»:
- «Графический дизайн и мультимедиадизайн» (Графический дизайн; Мультимедиадизайн).
- «Дизайн костюма и текстиля» (Дизайн костюма; Дизайн текстиля).
- «Дизайн предметно-пространственной среды» (Дизайн интерьеров).

### Факультет информационных технологий и робототехники
Факультет информационных технологий и робототехники начал свою деятельность с 1 февраля 2017 года путем переименования механическо-технологического факультета, годом организации которого считается 1969. На факультете обучаются более 500 студентов очной формы обучения. Работают 54 преподавателя, в том числе: 2 доктора физико-математических наук, 3 доктора технических наук, 6 профессоров, 21 преподаватель имеет ученые степени кандидата наук и 17 — учёные звания доцента. Факультет информационных технологий и робототехники также осуществляет подготовку по специальностям магистратуры: Системы управления информацией, Автоматизация, Инновационные технологии в машиностроении.
Декан факультета — Гусаров Алексей Михайлович, кандидат технических наук, доцент.
В состав факультета входят 4 кафедры:
1. Кафедра «Информационные системы и технологии».
2. Кафедра «Автоматизация производственных процессов».
3. Кафедра «Теплоэнергетика».
4. Кафедра «Технология машиностроения».

Специальности:
- «Автоматизация технологических процессов и производств» (Инженер/Бакалавр — 4 года)
- «Информационные системы и технологии» (Инженер-программист/Бакалавр — 4 года)
- «Производство изделий на основе трехмерных технологий» (Инженер/Бакалавр — 4 года)
- «Технология машиностроения, металлорежущие станки и инструменты» (Инженер-механик/Бакалавр — 4 года)
- «Теплоэнергетика и теплотехника» (Инженер-энергетик/Магистр — 5 лет)

### Факультет производственных технологий
Факультет производственных технологий создан 1 февраля 2017 года на базе конструкторско-технологического факультета, который организован в июне 1987 года в результате слияния двух факультетов: «Швейного производства» и «Обувного производства». Факультет единственный в Республике Беларусь осуществляет подготовку специалистов высшей квалификации для предприятий текстильной, швейной и обувной промышленности. На факультете работают 56 преподавателей, в том числе: 6 докторов наук, профессоров, 34 преподавателя имеют ученые степени кандидата наук и звания доцента.
Декан факультета — Томашева Рита Николаевна, кандидат технических наук, доцент.
В состав факультета входят 3 кафедры:
1. «Конструирования и технологии одежды и обуви»[18]
2. «Техническое регулирование и товароведение»
3. «Экология и химические технологии».

Специальности:
- «Метрология, стандартизация и контроль качества» (Инженер/Бакалавр)
- «Технологии и проектирование одежды и обуви» (Инженер/Бакалавр)
- «Товароведение» (Товаровед. Экономист/Бакалавр)

### Заочный факультет
Заочный факультет основан в 1965 году. На факультете ведется подготовка специалистов без отрыва от производства для легкой и текстильной промышленности, машиностроения и других отраслей народного хозяйства с полным и сокращенным сроком обучения (на базе среднего специального образования). В 2018 году осуществился первый набор для получения второго высшего образования по специальности «Экономика и управление на предприятии» в дистанционной и заочной форме получения образования. В составе факультета работает кафедра социально-гуманитарных дисциплин.
Декан факультета с 2017 года — Ковальчук Елена Александровна, кандидат технических наук, доцент.

### Факультет повышения квалификации и переподготовки кадров
Факультет повышения квалификации и переподготовки кадров ВГТУ ведет свою образовательную деятельность с 1989 года. 15 специальностей переподготовки и более 80 программ обучения.
Декан факультета — Лавриненко Анна Ростиславовна, кандидат экономических наук, доцент.

## Научно-технологический парк ВГТУ
Республиканское инновационное унитарное предприятие «Научно-технологический парк Витебского государственного технологического университета» начало свою работу 24 августа 2010 г. Резидентами технопарка являются 10 предприятий и индивидуальных предпринимателей.

## Структурные подразделения
Музей
Музей истории университета создан в 2007 году располагается в учебно-лабораторном корпусе № 4. Экспозиция музея рассказывает об истории создания университета, об ученых, работавших здесь в разные годы, о современной деятельности университета. На стендах представлены материалы, посвященные первым преподавателям, развитию вузовской науки, художественной самодеятельности, спорту, студенческому строительному движению. Информационный стенд с поворотными модулями представляет материалы о деятельности факультетов и кафедр университета.
Спорткомплекс ВГТУ
Студенческий спортивный комплекс включает: бассейн, фитнес-зал, тренажерный зал и др.
Санаторий-профилакторий ВГТУ
При Витебском государственном технологическом университете с 1975 года открыт студенческий санаторий-профилакторий на 50 мест. Является единственным оздоровительным учреждением среди технических учебных заведений г. Витебска и Витебской области. В феврале 2005 года была получена лицензия на право медицинской деятельности, а в апреле 2006 года профилакторий прошёл аттестационную комиссию в г. Минске на статус «Студенческий санаторий-профилакторий».